# Flavio Santos (Radsportler)
Flavio Cardoso dos Santos (* 12. Oktober 1980), richtiger Name: Flávio Cardoso Santos, ist ein brasilianischer Straßenradrennfahrer.

## Karriere
Flavio Santos belegte 2009 bei der brasilianischen Meisterschaft zunächst den zweiten Platz im Straßenrennen hinter Alex Arseno. Nachdem Arseno bei der Volta do Paraná, die zuvor stattgefunden hatte, positiv auf EPO getestet wurde, bekam dos Santos den nationalen Meistertitel zugesprochen.
Seit 2010 erhielt er bei dem brasilianischen Continental Team Funvic-Pindamonhangaba einen Vertrag. Für diese Mannschaft gewann er zwischen 2010 und 2015 drei Etappen der Tour do Brasil Volta Ciclística de São Paulo-Internacional, zwei Etappen des Giro do Interior de São Paulo und eine Etappe der Volta Ciclística Internacional do Paraná. Im Jahr 2016 wurde er erneut brasilianische Straßenmeister.

## Erfolge
2009
- Brasilianischer Meister – Straßenrennen

2010
- eine Etappe Tour do Brasil Volta Ciclística de São Paulo-Internacional

2011
- zwei Etappen Giro do Interior de São Paulo
- eine Etappe Tour do Brasil Volta Ciclística de São Paulo-Internacional

2014
- eine Etappe Tour do Brasil Volta Ciclística de São Paulo-Internacional

2015
- eine Etappe Volta Ciclística Internacional do Paraná

2016
- Brasilianischer Meister – Straßenrennen

2017
- Mannschaftszeitfahren Vuelta Ciclista al Uruguay

2018
- Mannschaftszeitfahren Vuelta Ciclista al Uruguay

## Teams
- 2010 Funvic-Pindamonhangaba
- 2011 Funvic-Pindamonhangaba
- 2013 Funvic Brasilinvest-São José dos Campos
- 2014 Funvic Brasilinvest-São José dos Campos (bis 6. April)
- 2015 Funvic Brasilinvest-São José dos Campos
- 2016 Funvic Soul Cycles-Carrefour
- 2017 Soul Brasil Pro Cycling Team
- 2018 Soul Brasil